# Національна портретна галерея Шотландії
Національна портретна галерея Шотландії (англ. Scottish National Portrait Gallery) — художня галерея в Единбурзі. Експозиція галереї складається в основному з портретів знаменитих шотландців-правителів, національних героїв, поетів, революціонерів та інших історичних осіб. Так, наприклад, у галереї представлено портрети поета Роберта Бернса, актора Шона Коннері, філософа Девіда Юма, письменника Вальтера Скотта, королеви Марії Стюарт та ін.
Будинок галереї в неоготичному стилі було побудовано в 1885—1890 роках за проектом Роберта Рованда Андерсона. З квітня 2009 до кінця 2011 року галерею було закрито на реставрацію.

## Історія
Товариство антикварів Шотландії було засноване у 1780 році Девідом Ерскіном, 11-м графом Б'юкен. Його члени дарували предмети, які їх цікавили, і в 1781 році Товариство придбало приміщення для належного зберігання цих матеріалів - Залу антикварного товариства, розташовану між Коугейт і Парламент-Клоуз, на захід від Олд-Фішмаркет-Клоуз, як показано на плані міста Александра Кінкейда. Товариство кілька разів переїжджало, а з 1826 року орендувало приміщення в Королівському інституті біля підніжжя Маунду, що належав Мануфактурній раді. До 1851 року колекції Товариства знаходилися на Джордж-стріт, 24, а в листопаді воно домовилося з Радою про те, що колекції стануть національним надбанням, а уряд надасть постійне приміщення для зберігання колекцій і проведення засідань Товариства. У рамках угоди колекції повернулися до Королівської інституції у 1858 році.
Наприкінці 18 століття Ерскін також сформував колекцію шотландських портретів, багато з яких зараз знаходяться в музеї. Коли в 1856 році була створена Національна портретна галерея в Лондоні, яка стала дуже успішною, шотландський історик Томас Карлайл був серед тих, хто закликав до створення шотландського аналога, але уряд неохоче взяв на себе зобов'язання щодо фінансування проекту.

### Ресурси Інтернету
- Вікісховище має мультимедійні дані за темою: Національна портретна галерея Шотландії
- Офіційна сторінка (англ.) (фр.) (нім.) (італ.)
- Історія і архітектура